# Tabăra de refugiați Katsikas
Tabăra de refugiați Katsikas, denumită oficial de guvernul grec centrul de primire temporară Katsikas, este o unitate operațională sub egida Ministerului grec al Migrației și Azilului pentru găzduirea și primirea temporară a imigranților și refugiaților în Grecia. Este situată în comunitatea municipală Katsikas din municipiul Ioannina, în unitatea regională Ioannina din regiunea Epir. În tabără operează Organizația Națională de Sănătate Publică, Ministerul Educației, armata greacă și agențiile de ajutor „ASB Grecia” și „Metadrasi”.

## Managementul taberei
Tabăra Katsikas este cea mai mare tabără de refugiați și migranți din Epir. Directorul taberei este omul de afaceri Dimitris Lakkas. Echipele de management ale taberelor de refugiați din Epir (Katsikas, Fillipiada, Doliana) au primit sprijin din partea ASB din februarie 2018.
În decembrie 2020, tabăra găzduia aproximativ 1300 de persoane, cu o capacitate totală de 1450 de persoane.

## Revolte
Pe 14 decembrie 2020 a avut loc un conflict între forțele de poliție, inclusiv echipele antirevoltă grecești, și locuitorii taberei, din cauza sosirii a aproximativ 150 de noi refugiați care urmau să fie găzduiți în tabără. Martorii vorbesc despre violențe, utilizarea gazelor lacrimogene și împușcături în aer, în timp ce Poliția Greacă nu a emis un anunț cu privire la incident.
Tensiunea a fost cauzată de aglomerarea inevitabilă a unităților de locuit prefabricate existente pentru a găzdui persoanele suplimentare care fuseseră transferate în tabără din Atena, Serres și alte locuri din Grecia. Două persoane care locuiau deja în tabără au refuzat să se mute, ceea ce a dus la întocmirea unui dosar împotriva lor.